# Departament de Leandro N. Alem
Leandro N. Alem és un dels disset departaments en els quals es divideix la província de Misiones, a l'Argentina. Es troba al centre-sud de la província.
Limita amb els departaments Capital, Oberá, Candelaria, Apóstoles, Concepción i San Javier.
El departament té una superfície de 1.070 km², equivalent al 3,6% del total de la província.
La seva població és de 45.075 (cens 2010 INDEC).